# Baia de Arieș
Baia de Arieș (in ungherese Aranyosbánya oppure Offenbánya, in tedesco Offenburg), è una città della Romania di 4 373 abitanti,, ubicata nel distretto di Alba nella regione storica della Transilvania.
Il primo documento in cui la località è citata è una bolla del 1535 con la quale il re Carlo Roberto d'Angiò concede alcuni privilegi agli abitanti, ma sono stati rinvenuti reperti che testimoniano un'attività di estrazione dell'oro nella zona fin dall'epoca dei Daci.
Amministra 5 villaggi: Brăzești, Cioara de Sus, Muncelu, Sartăș e Simulești.